# Palazzo Gussoni Grimani della Vida

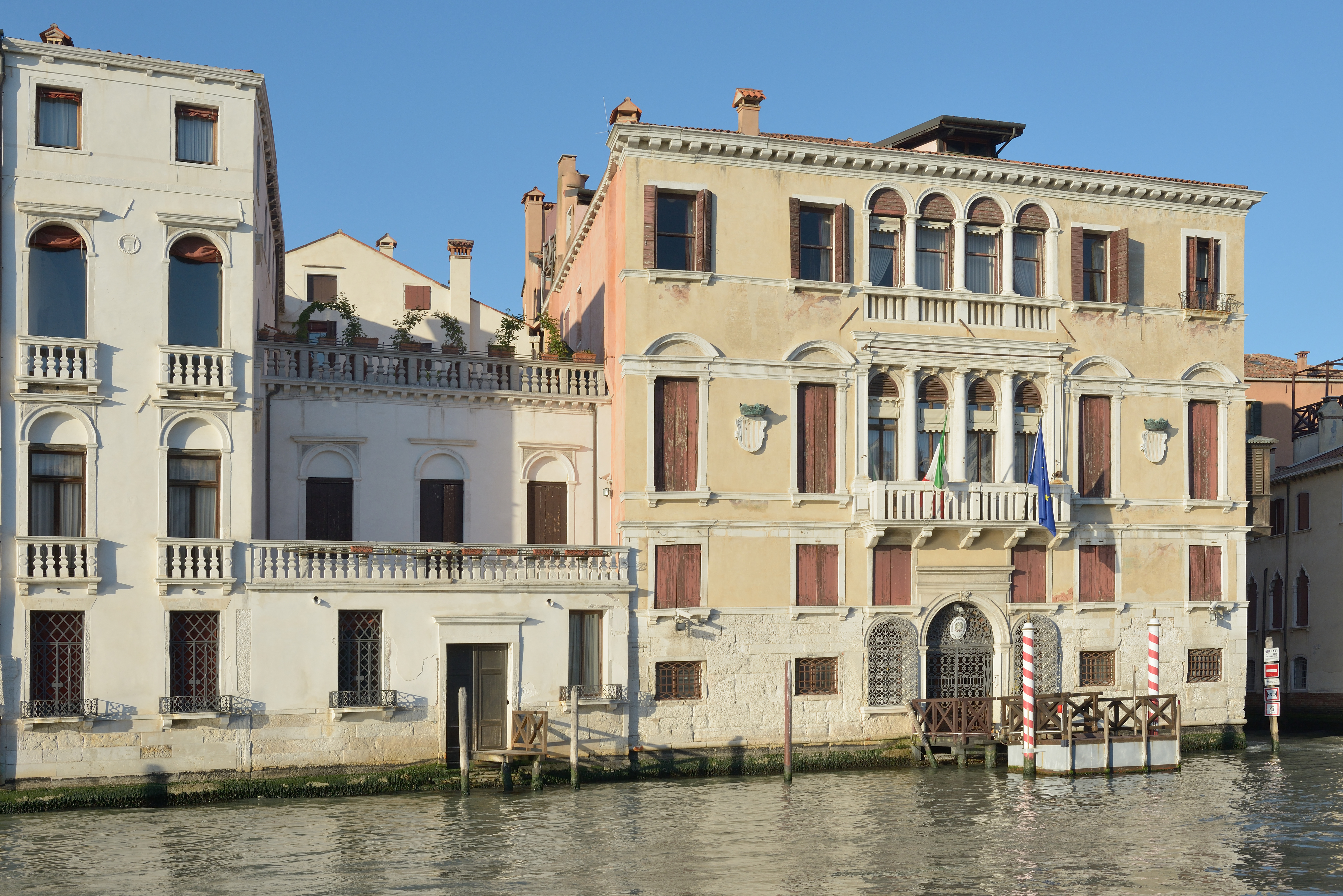
Palazzo Gussoni Grimani della Vida

Palazzo Gussoni Grimani della Vida ist ein Palast in Venedig in der italienischen Region Venetien. Er liegt im Sestiere Cannaregio mit Blick auf den Canal Grande zwischen dem Ca‘ Velluti und dem Palazzetto da Lezze gegenüber dem Ca’ Pesaro.

## Geschichte
Das heutige Wohnhaus ließen die Gussonis, eine Familie, die es seit dem Ende des 11. Jahrhunderts in Venedig gab, zwischen 1548 und 1556 erbauen. Der Architekt, der mit dem Umbau des gotischen Hauses, das vorher an dieser Stelle stand, betraut wurde, war höchstwahrscheinlich Michele Sanmicheli, was auch Francesco Sansovino bestätigt, aber nicht alle seine Studenten so sehen. Dort war von 1614 bis 1618 die englische Botschaft untergebracht und von 1647 bis 1690 war der Palast Sitz der Academia Delfica, die auch Gussoniana genannt wurde und sich mit Eloquenzstudien beschäftigte.
Die Eigentümerfamilie starb 1735 mit dem Tod des Senators Giulio Gussoni aus. Dieser hinterließ seine Besitzungen seiner Gattin Faustina Lazzari und seiner Tochter Giustiniana, die später durch ihr Durchbrennen mit dem Grafen Francesco Tassis aus Bergamo bekannt wurde. Die nachfolgenden Eigentümer waren die Grimanis, die den Palast im 18. Jahrhundert kauften, und dann Cesare della Vida, ein reicher Geschäftsmann jüdischen Ursprungs. Der Palast wurde dann an den Staat übergeben und ist heute Sitz des regionalen Verwaltungsgerichtes des Veneto.

## Beschreibung
Die Hauptfassade zum Canal Grande hin ist besonders elegant und durch die traditionelle horizontale und vertikale Dreiteilung charakterisiert. In der Mitte stechen zwei übereinander liegende Vierfachfenster mit Balkon heraus. Das erste Hauptgeschoss zeigt aber durch den vorspringenden Balkon und das Gesims darüber einen intensiveren Ausdruck. Durch verschiedene Rahmen ist die Fassade in unterschiedliche Sektoren aufgeteilt; einer davon dient gleichzeitig als Verbindung des Vierfachfensters mit den anderen Fenstern und als Basis für die geschwungenen Tympana über den Fensteröffnungen des ersten Stockwerks.
Dennoch erscheint die Fassade, an der man durch zwei Wappenschilder Hell-Dunkel-Effekte sieht, ziemlich linear. Solch eine formale Ebenheit erlaubte es aber Jacopo Tintoretto, für seine Dekoration zu sorgen. Es ist möglich, dass die stilistische Einfachheit und die Unterordnung der Architektur unter die Bemalung vom Entwerfer so gewollt war. Diese Bemalung des Palastes ist heute vollkommen verlorengegangen: Das einzige Zeugnis dieses Werkes sind die Gravuren von Antonio Maria Zanetti (1706–1778), der 1760 ein Buch veröffentlichte, in dem die Fresken auf den Fassaden der Paläste, die den venezianischen Patriziern gehörten, abgebildet sind. Darunter sind Objekte wie Adam und Eva, Kain und Abel und Abenddämmerung und Morgenröte. Insbesondere die letztgenannten Themen sind von den Skulpturen Michelangelos in der Medici-Kapelle in Florenz inspiriert.
Der Palast hat besonders bewegende Innenräume mit einem Atrium mit Säulen und einem Innenhof, in dem Fresken von Hektor in verschiedenen Posen angebracht sind. Man nimmt an, dass es sich dabei um ein Werk von Giovanni Battista Zelotti handelt. Es wurde auch die Theorie geäußert, dass der gesamte Freskenkreis vom Architekten, der für die Baustelle verantwortlich war, also Michele Sanmicheli, projektiert worden sei. Es ist ohnehin klar, dass die Intention der Eigentümer war, den zahlreichen Gästen Anspielungen auf das Modell einer römischen Villa zu präsentieren.